# NGC 1505
NGC 1505 (również PGC 14339) – galaktyka soczewkowata (S0), znajdująca się w gwiazdozbiorze Erydanu. Odkrył ją 31 grudnia 1885 roku Ormond Stone.